# Nora Ney
Iracema de Sousa Ferreira, née le 20 mars 1922 à Olaria, Rio de Janeiro, et morte le 28 octobre 2003 dans la même ville, plus connue sous son nom de scène Nora Ney, est une chanteuse, compositrice et instrumentiste brésilienne.
Son disque 78 tours Ninguém Me Ama, datant de 1952, fait d'elle la première chanteuse brésilienne de l'histoire à avoir un disque certifié or, lorsqu'il atteint la barre des 300 000 exemplaires,,.
Elle est également considérée comme la première artiste brésilienne à avoir enregistré une chanson rock brésilienne,, lorsqu'elle chante Ronda Das Horas, une version du classique de Bill Haley Rock Around the Clock, en octobre 1955 (bande originale du film Graine de violence), pour la version brésilienne du film. En l'espace d'une semaine, la chanson se hisse au sommet des hit-parades du pays.
Parmi les succès Ninguém Me Ama, De Cigarro Em Cigarro, Se Eu Morresse Amanhã, Bar Da Noite, Preconceito, Menino Grande, Felicidade, Duas Lacraias et A Flor e o Espinho, Ney collectionne les titres honorifiques de Rainha das Rádios et Deusa tout au long de sa carrière,. Tout au long de sa carrière, Nora se produit en Argentine, en Chine, en Rhodésie, en Russie et dans bien d'autres pays,,.
En 1958, à l'invitation du président brésilien Juscelino Kubitschek, Nora Ney se joint, en compagnie d'autres artistes, à une caravane artistique destinée à préparer le rapprochement avec l'Union soviétique et la Chine. La tournée est un succès et donne lieu à d'autres voyages d'affaires dans ces pays au cours des années suivantes. Y compris un concert devant 45 000 personnes en Chine. Nora Ney est l'une des premières artistes et l'une des rares femmes ouvertement de gauche de son époque, s'opposant au régime militaire brésilien et devant s'exiler en Russie en raison des persécutions qu'elle aurait subies du fait de son association avec le parti communiste.

## Biographie

### Naissance, famille et études
Née à Olaria, dans la Rua Angélica Mota, Rio de Janeiro, Iracema s'installe avec sa famille dans le quartier de Flamengo en 1937. Son père, Dárcio Custódio Fereira, né à Rio Novo, Minas Gerais, travaille comme archiviste à la Chambre basse, tandis que sa mère est infirmière. Iracema a deux sœurs aînées : Stella et Andiara. Elle étudie à l'école publique Amaro Cavalcanti à Largo do Machado, où elle joue dans l'équipe de volley-ball. Peu après, elle  obtient un diplôme de comptabilité à l'Institut Rui Barbosa,,. Elle est affectueusement surnommée « Caminha » par sa famille.

### Carrière

#### Débuts
Fascinée par le monde de la musique, Iracema participe régulièrement à des émissions de radio et à des auditoriums dans sa jeunesse. Contrairement à de nombreuses autres chanteuses de radio, la carrière de Nora Ney est encouragée par son père, qui lui offre une guitare, où elle apprend à jouer de l'instrument toute seule, avec la chanson Valsa de Cristal.
Alors qu'elle vit à Urca, elle rencontre Dick Farney et Cibele, où elle commence à se produire lors de petits événements. Son amitié avec ce couple l'amène à rencontrer Lúcio Alves, qui assistait aux réunions du fan club Sinatra-Farney dans la maison du couple. Plus tard, ce club est reconnu dans les livres d'histoire comme le premier club de supporters de l'histoire du Brésil, qui comprend également des noms comme Johnny Alf, João Donato, Paulo Moura, Fafá Lemos (pt), Klécius Caldas (pt), Carlos Guinle (pt), Armando Cavalcanti (pt) et Carlos Manga (pt). Tous ces contacts l'amène à rencontrer le directeur de Rádio Tupi, qui l'engage pour chanter dans l'émission du soir Fantasias Musicais présentée par José Mauro.
À la même époque, elle adopte le nom de scène Nora May.

#### 1951-2000
Au fur et à mesure que sa notoriété grandit, elle change son nom de scène en Nora Ney après qu'un fan lui a écrit une lettre par erreur. Peu après, elle est invitée par Almirante à travailler sur l'émission Viva o Samba sur G-3 pour remplacer Aracy de Almeida pendant ses vacances. En conséquence, Almirante et Haroldo Barbosa (pt) commencent à demander à Nora d'ajouter des chansons brésiliennes à son répertoire, et elle  adopte Último Desejo et O X do Problema de Noel Rosa, qui sont des succès dans la voix d'Aracy. Au fil du temps, des chansons de Dorival Caymmi, Ary Barroso et d'autres compositeurs sont ajoutées à son répertoire, ce qui contribue à accroître son succès.
Par l'intermédiaire de Copinha, à la demande de Caribé da Rocha, elle est engagée par le Copacabana Palace, où elle se produit en tant que crooneuse. Cependant, Nora Ney décline l'invitation et nomme Dóris Monteiro à sa place. La raison de son refus est que son mari n'aime pas l'idée qu'elle se produise la nuit, mais elle accepte ensuite  la proposition lorsqu'ils négocient que son mari l'accompagnerait pendant les concerts. Son talent lui vaut un succès retentissant auprès du public local et, grâce aux recommandations de Marlene, Nora décroche un contrat à la Rádio Nacional, où elle atteint des sommets d'audience dans l'émission Quando Canta o Brasil à 21 heures,,. Plus tard, en raison de la forte demande, Nora Ney commence également à participer à d'autres programmes radiophoniques, tels que le Trio do Osso de Mayrink Veiga et Cruzeiro do Sul. Grâce à toutes ces réalisations dans sa carrière, elle atteint l'indépendance financière. De plus en plus populaire, sa voix attire rapidement l'attention des producteurs de musique.
En 1952, par l'intermédiaire du label Continental, elle enregistre deux disques 78 tours ; sur le premier disque, la face A contient Menino Grande et, sur la face B, Quanto Tempo Faz. La chanson Menino Grande est citée comme la préférée de Getúlio Vargas. Sur le deuxième disque, la chanson Ninguém Me Ama devient un grand succès national. Sur son deuxième disque, sur la face A, Amor, Meu Grande Amor, et sur la face B, Ninguém me Ama. Le succès de la chanson Ninguém me Ama est tel que l'album devient le premier disque brésilien à être certifié disque d'or en raison de son extraordinaire succès commercial,. Le grand succès Ninguém Me Ama est réenregistré par le chanteur américain Nat King Cole lors d'une tournée au Brésil, où il tombe amoureux de la chanson.

Nora Ney se produit avec Ciro Monteiro et Clementina de Jesus en 1968.

Avec succès, Nora Ney se rapproche rapidement du public homosexuel, qui est jusqu'à alors rejeté par le circuit de la musique populaire brésilienne. Ce rapprochement culmine avec le lancement de Preconceito, en 1953. La chanson se transformant en un hymne de ce public à l'époque,.
À cette époque, elle sort également les chansons De Cigarro Em Cigarro, Índia et É Tão Gostoso, Seu Moço, qui lui valent le surnom honorifique de « Reine de la radio » en 1963. Lors de la sortie du film Les Feux de la rampe de Charlie Chaplin, Nora Ney réenregistre la chanson Luzes da Ribalta. En raison du bon accueil qu'elle reçoit, elle est également invitée à réenregistrer le tube de Bill Haley Rock Around the Clock, tiré du film américain Graine de violence, sorti au Brésil en octobre 1955. Elle devient ainsi la première chanteuse à enregistrer de la musique rock dans le pays. Une semaine après sa sortie, la chanson occupe la première place des charts du pays, devançant Cerejeira Rosa de Zezé Gonzaga (pt) et Farinhada d'Ivon Curi (pt). Cependant, malgré son grand succès, Nora Ney ne se familiarise pas avec ce style et, deux ans plus tard, elle enregistre un titre intitulé Cansei do Rock (littéralement « J'en ai assez du rock »). Outre ces œuvres,Nora Ney chante également pour les films brésiliens Carnaval Atlântida et Carnaval em Caxias.
Avec son mari Jorge Goulart (pt), elle effectue une tournée internationale en Amérique du Nord, en Amérique du Sud, en Europe, en Afrique et au Moyen-Orient, devenant l'une des premières chanteuses brésiliennes à se produire dans les « pays du rideau de fer » de l'Europe de l'Est.
Le 1er avril 1964, Nora Ney se produit au théâtre de l'Union nationale des étudiants lorsque survient le coup d'État de 1964 au Brésil. Nora Ney et son mari s'installent en Russie en raison des persécutions qui commencent à s'abattre sur les communistes au Brésil. Nora Ney est déjà connue et aimée en Russie après une représentation en 1959. Ce n'est qu'en 1968 qu'elle rentre au pays, où elle poursuit sa carrière avec succès en s'adaptant au style musical du moment, ce qui lui vaut le surnom de « Déesse ». À son retour au Brésil, elle sort Mudando de Conversa, son premier album depuis huit ans.

Nora Ney pour le journal Correio da Manhã en 1972.

Au début des années 1970, elle travaille aux côtés de Goulart dans la boîte de nuit Feitiço da Vila à Belo Horizonte. Elle signe ensuite avec Som Livre, où elle sort l'album Tire seu Sorriso do Caminho, que Eu Quero Passar com a Minha Dor, qui contient d'anciens succès et de nouvelles chansons telles que Conselho et A Flor e o Espinho. En 1973 et 1975, ses interprétations des chansons Quem És ? (Chi Sei ?) et Bar da Noite font partie des bandes sonores des telenovelas brésiliennes de TV Globo, O Bem-Amado et Gabriela, respectivement.
En 1979, elle participe au projet à succès Seis e Meia et au spectacle à grand succès Casal Vinte au théâtre Sidney Miller, écrit et mis en scène par Ricardo Cravo Albin (pt). Plus tard, elle participe également au projet théâtral Roteiro de um Boêmio, qui porte sur la vie et l'œuvre de Lupicínio Rodrigues. Parmi ses succès ultérieurs, en 1982, pour commémorer le 30e anniversaire de son mariage avec Jorge Goulart, le couple interprète De Coração a Coração au théâtre Armando Gonzaga de Marechal Hermes, à Rio de Janeiro. Elle fait une tournée nationale avec Jamelão dans le cadre du Pixinguinha Project.
En 1989, aux côtés de Carmélia Alves, Zezé Gonzaga, Ellen de Lima (pt), Rosita Gonzales et Violeta Cavalcanti (pt), ses collègues professionnelles de l'époque, Nora participe à une série de concerts intitulée As Eternas Cantoras do Rádio, qui sont très bien accueillis par le public et la critique spécialisée. Le spectacle fait ensuite l'objet d'un album. L'année suivante, elle donne un concert pour commémorer l'anniversaire de Rádio Cultura à São Paulo.
En 1992, lors d'un concert au club Fluminense de Rio de Janeiro, Nora est victime d'un accident vasculaire cérébral. Les séquelles de l'accident l'obligent à se retirer de la scène,.
En 2000, elle est honorée par Elymar Santos (pt) lors d'un de ses spectacles au Canecão, où elle chante Ninguém Me Ama en fauteuil roulant, entourée de Goulart, Carmélia Alves et R.C. Albin.

### Sur le plan artistique
Elvira Ríos, Aracy de Almeida et Mário Reis figurent parmi ses sources d'inspiration. Son nom de scène est inspiré de la chanteuse américaine Doris Day. Pendant sa jeunesse, elle prend des cours de musique (solfège et lecture musicale) avec Aída Gnattali. Avec une excellente diction, Nora chante très près du microphone pour apporter quelque chose de plus dramatique, avec des interprétations plus intimes dans ses performances, tirant parti de sa voix de contralto,,. Souvent, Nora chante aussi en chuchotant pour donner une interprétation plus profonde à ses chansons,. Elle n'est pas non plus très douée pour le fausset ou la voix de tête, n'utilisant le fausset que sur Amor, Meu Grande Amor. Sa technique vocale est davantage axée sur sa voix de poitrine lourde et son vibrato périodique. Tout au long de sa carrière, Nora Ney démontre une étendue vocale de deux octaves, de B♭2 (si bémol à la deuxième octave) à B♭4 (si bémol à la quatrième octave),.
Au début de sa carrière, son répertoire est composé de chansons en anglais - dont elle fan de la culture américaine - et en français car elle estime qu'artistiquement, son timbre de voix traînant ne correspond pas à la sonorité courante des chansons brésiliennes à succès de l'époque. Haroldo Barbosa, qui a une émission à succès sur la radio tupi, où Nora se produit également, convainc la jeune chanteuse d'abandonner les chansons américaines et de se consacrer au répertoire des compositeurs brésiliens.
Au début de sa carrière, elle porte le nom de scène de Nora May, mais après avoir reçu une lettre d'un fan - dans les années 1950, elle tient également une chronique radiophonique intitulée Revista do Rádio, où elle répond aux lettres ouvertes des fans -, elle écrit par erreur son nom en tant que Nora Ney. Grâce à l'idée de Sérgio Vasconcelos, le directeur de la station de radio où elle travaille, elle décide d'adopter ce nom,.
Ses chansons traitent principalement de sujets tels que l'amour et l'abandon, tout en critiquant le machisme,. Elle n'hésite pas non plus à enregistrer la chanson O Que Vai Ser de Mim ? de Tom Jobim et Deus É Testemunha qui cite un contenu religieux. Nora est aussi l'une des seules artistes de son époque à se rapprocher du public homosexuel. Au cours de sa carrière, elle travaille avec de nombreux chanteurs et compositeurs, tels que Lupicínio Rodrigues, Dorival Caymmi, Antônio Almeida, Ataulfo Alves, Bidu Reis, Alcyr Pires Vermelho (pt), Tom Jobim, Billy Blanco (pt), Luiz Carlos Sá (pt), Mário Lago, Luiz Bonfá, J. Cascata, César de Alencar (pt), Fernando Lobo (pt), Toquinho, Antônio Maria (pt), Chocolate (pt), Sérgio Bittencourt (pt), Evaldo Gouveia, Valzinho (pt), Denis Brean (pt) et Rafael Puglielli (pt), ainsi que des professionnels étrangers comme José Asunción Flores.
Avec Maysa, Ângela Maria, Elizeth Cardoso et Dolores Duran, elle devient l'une des plus grandes interprètes du samba-canção, un genre musical apparu dans les années 1930 et comparé au boléro pour son exaltation de l'amour romantique ou de la souffrance de l'amour inassouvi,. Nora se lance également dans la chanson samba, enregistrant les chansons Gosto, Gosto de Você, Não Diga Não, Meu Lamento, Vou de Tamanco et Se a Saudade Me Apertar...,.
Parmi les autres artistes qui la citent comme influence, citons Simone, Ellen de Lima, Claudette Soares et Belchior.

### Mariages

Jorge Goulart et Nora Ney en 1972.

À la fin des années 1940, Nora se marie pour la première fois avec Cleido Maia, un homme de six ans son aîné qui travaille au Diário Carioca, avec qui elle a deux enfants, Vera Lúcia (qui devient Miss Guanabara en 1963) et Hélio (qui part étudier en France et qui, selon Nora, « est un bon batteur »),. Cependant, son mari est infidèle et alcoolique. La relation se dégrade et Iracema est constamment victime de violences domestiques. L'un des épisodes les plus marquants est celui de la « tentative de suicide » de Nora, le 28 août 1952, dont les informations innondent le pays ; son mari, Cleido, l'a forcée à prendre plusieurs barbituriques. Nora est hospitalisée dans un état préoccupant et fait ensuite une déclaration à la police sur ce qui s'est passé. Cependant, son mari dément cette information, affirmant qu'il s'agit d'une tentative de marketing de la part de Nora pour redorer son blason, alors qu'elle est sur le point de sortir un nouveau disque. Plus tard, avec l'argent qu'elle gagne en tant que chanteuse, elle loue et meuble un appartement à Copacabana, fuyant son mari menacé de mort ; tout ce drame finit par devenir un spectacle médiatique à l'époque, dans lequel, dans une société conservatrice, Iracema a tort. Elle intente alors un procès en desquite, qu'elle gagne.
Peu après, dans la loge de l'hôtel Copacabana Palace, elle rencontre le chanteur Jorge Goulart, qui devient son partenaire amoureux et son collaborateur professionnel. En 1953, ils décident d'emménager ensemble. Il l'aide à élever ses enfants et, au fil des ans, sa belle-fille, Maria Célia, emménage avec le couple. Le couple ne se marie qu'en 1992, lors d'une cérémonie à l'église presbytérienne unie, qu'ils fréquentaient depuis quelques années après être devenus évangéliques.

### Politique
En 1958, à l'invitation du président brésilien Juscelino Kubitschek, Ney se joint, en compagnie d'autres artistes, à une caravane artistique destinée à préparer le rapprochement avec l'Union soviétique et la Chine. La tournée est un succès et donne lieu à d'autres voyages d'affaires dans ces pays au cours des années suivantes. Y compris un concert devant 45 000 personnes en Chine,. Ney est l'une des premières artistes et l'une des rares femmes ouvertement de gauche de son époque, s'opposant au régime militaire brésilien et devant s'exiler en Russie en raison des persécutions qu'elle aurait subies du fait de son association avec le parti communiste.
Communiste convaincue, elle créé dans les années 1960 son propre parti politique communiste aux côtés de son mari, Jorge Goulart. À la suite du coup d'État militaire de 1964 et des activités politiques de son mari au sein du parti communiste, Nora et sa famille doivent s'exiler en Russie en raison des persécutions dont ils commencent à faire l'objet au Brésil.

### Maladies et mort
En 1979, elle connaît de graves problèmes de santé dus à un cancer de la vessie, dont elle se remet. Le 6 juillet 2001, en raison d'une insuffisance respiratoire, dont elle souffre depuis des années d'une maladie pulmonaire obstructive chronique, Nora Ney est admise au centre de soins intensifs de l'hôpital Samaritano de Rio de Janeiro.
La chanteuse meurt à l'âge de 81 ans le 28 octobre 2003 des suites d'une défaillance multiviscérale à l'hôpital Samaritano, où elle était hospitalisée depuis trois mois. Son inhumation a lieu au cimetière Parque Jardim da Saudade à Sulacap.

## Discographie

### Albums studio
- Canta Nora Ney (1955)
- Eu Sou Nora Ney e Canto (1957)
- Nora Ney (1958)
- Ninguém me Ama (1960)
- Mudando de Conversa (1968)[Note 3]
- Feitiço da Vila (1971)[Note 4]
- Tire seu Sorriso do Caminho, que Eu Quero Passar com a Minha Dor (1972)
- Jubileu de Prata (1977)[Note 4]
- Meu Cantar É Tempestade de Saudade (1987)

### Compilations
- Nora Ney (1973)[Note 4]
- As Eternas Cantoras do Rádio (1991)
- Nora Ney (1993)
- Mestres da MPB - Nora Ney (1994)
- Acervo Especial - Nora Ney  (1994)
- A Música Brasileira Deste Século por seus Autores e Intérpretes (2000)
- Amor, Meu Grande Amor - Nora Ney e Jorge Goulart (2000)